# 5,000 Dollar Elopement
5,000 Dollar Elopement (o Five Thousand-Dollar Elopement) è un cortometraggio muto del 1916 diretto e interpretato da Tom Mix. Sceneggiato da Cornelius Shea e prodotto dalla Selig, il film aveva come altri interpreti Victoria Forde, Sid Jordan, Chet Ryan, Joe Ryan.

## Trama
Tom ama Vicky, ma incontra l'opposizione di suo padre John Gilmore che rifiuta di dare il consenso al loro matrimonio. Intanto Bad Bill and Sneaky Sam, due fuorilegge, vogliono mettere le mani su cinquemila dollari che Gilmore ha ritirato dalla banca, progettando di fare il colpo quella notte. La stessa in cui Tom e Vicky vogliono fuggire per andare a sposarsi. La ragazza si nasconde su un carro che crede appartenga a Tom ma si trova invece prigioniera dei due malviventi in fuga con la refurtiva. Gilmore, quando vede arrivare Tom, è convinto che sia lui il responsabile del furto: l'altro, esaminando le tracce del carro, gli dimostra che sono stati invece altri gli artefici della rapina e del rapimento di Vicky. I due uomini si mettono all'inseguimento dei ladri e, dopo una lotta furibonda, salvano la ragazza. Ora Gilmore, recuperato anche il denaro, è troppo contento e finalmente acconsente al matrimonio della figlia con Tom.

## Produzione
Il film fu prodotto dalla Selig Polyscope Company.

## Distribuzione
Distribuito dalla General Film Company, il film - un cortometraggio in una bobina - uscì nelle sale cinematografiche statunitensi il 27 maggio 1916.
Nel 2011, è stato inserito nel catalogo Harpodeon.